# Bibliothèque impériale de Constantinople
La bibliothèque impériale de Constantinople fondée au IVe siècle par l'empereur romain Constance II à Constantinople (capitale de l'Empire byzantin entre les IVe et XVe siècles) était une des plus importantes bibliothèques de l'Antiquité et du Moyen Âge, notamment aux côtés la bibliothèque apostolique vaticane et la bibliothèque d'Alexandrie.
Elle fait partie des quatre différentes collections qui se trouvent à Constantinople. Les autres étant celles du patriarche de la ville, des monastères qui s’y trouvent et de collections privées.

## Collection
Sans inventaire précis, il est impossible de dire combien de livres la collection de la bibliothèque impériale contenait. Surtout si l’on prend en compte la longévité de la capitale byzantine qui s’étend sur plus de 1 000 ans. De plus la tradition manuscrite à tendance a exagéré les nombres qu'elle décrit. Tout de même, la quantité de livres estimée au moment de la création de la bibliothèque se situe entre 6 900 et 7 000 documents. Durant le règne de l’empereur Zénon (474-491), un feu ravage la bibliothèque qui contient entre 100 000 et 120 000 documents,. Un nombre plutôt important, mais il ne faut oublier que la collection comportait non seulement des textes anciens, mais aussi tous documents qui découlaient de l’activité de l’administration impériale telle que des textes de loi ou des traités impériaux.
Cette collection était entretenue par des scribes qui recopiaient les différents ouvrages à conserver. L’empereur Théodose le Grand (379-395) avait à son emploi quatre scribes grecs et trois scribes latins à cet effet. Il faut toutefois attendre avant d'avoir un bibliothécaire nommé dans les sources. Lors du troisième concile de Constantinople (680) qui condamne l’hérésie monothélite, un certain Agathon qui agit comme notaire durant le concile est connu comme ayant occupé la fonction. Il surtout est plus connu pour les lettres qu’il a envoyées aux cinq grands patriarches et moins pour son travail à la bibliothèque impériale, Tout de même, le travail du bibliothécaire se divisait principalement en trois tâches. Il est responsable du scriptorium, de l’organisation des manuscrits et de sélectionner les livres demander par l’Empereur.

### Faiblesse de la collection
La collection n’était pas à l’abri des destructions délibérées ou des vols de document. L’empereur Léon l’Arménien (813-820) y a cherché sans succès des documents pour défendre sa position iconoclaste 28 ans après qu’elle ait été jugée comme hérésie au deuxième concile de Nicée (787). Il est probable dans son cas que les documents défendant l’iconoclasme aient tout simplement été détruits, pratique assez courante avec les écrits qui déroge de l’orthodoxie. Une anecdote avec l’empereur Constantin VII Porphyrogénète (913-959) ressort aussi dans les sources. Il cherchait des écrits sur les devoirs impériaux en temps de guerre avant de se rendre compte que les textes sur le sujet avaient été transférés dans un monastère à l’extérieur des murs de la capitale. Ces deux exemples à quelques siècles d’intervalle montrent que certains documents peuvent être délibérément détruits ou volés.

## Historique

### L'empereur romain ConstantinIer

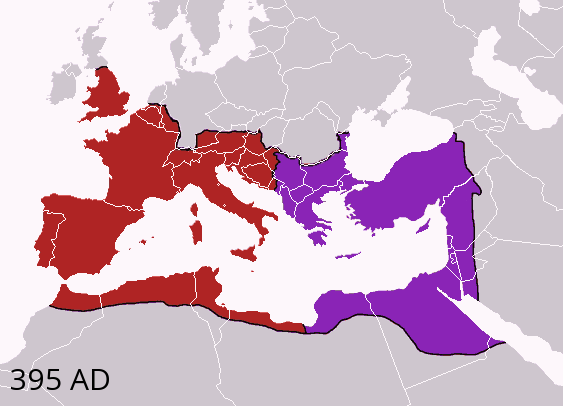
Division de l'Empire romain en 293 en Empire romain d'Occident (rouge) et Empire romain d'Orient (violet).

Vers 312 à la suite de la division de l'Empire romain de 293 qui divise l'Empire romain d'Orient et l'Empire romain d'Occident, et à la suite (selon la légende) d'une apparition du Christ à l'empereur romain Constantin Ier (272-337), ce dernier  devient le premier empereur romain chrétien en se convertissant au christianisme. Il transforme Byzance en « Nouvelle Rome » qu'il rebaptise Constantinople en 330 (capitale de la Grèce romaine / Empire romain d'Orient, de langue et de culture en grande partie grec ancien). Il fonde l'Église de Constantinople (composante de la Pentarchie) et la basilique Sainte-Sophie ou siège le patriarche de Constantinople et convoque le premier concile de Nicée (pour définir l'orthodoxie).
Constantin Ier entreprend alors de préserver plus de 100 000 volumes d'œuvres de littérature grecque / littérature antique (qui débute avec Homère au VIIIe siècle av. J.-C.), ainsi que les Saintes Écritures, en grande partie écrite sur papyrus, en les faisant transcrire par les calligraphes copistes sur des parchemins (à l'origine de la littérature byzantine).
Le projet était dirigé par Thémistios qui était à la tête d’une équipe importante et qui devait choisir quoi préservé. En plus de retranscrire les classiques, il était primordial d’ajouter des commentaires sur ces textes et des grammaires pour les comprendre. L’époque de Constantin est marquée par une dichotomie entre la langue parlée et écrite. À l’oral, la langue avait évolué vers le grec médiéval, plus près du grec moderne. Pourtant l’écriture restait encore uniquement en koinè.

### L'empereur romain Constance II
Durant son règne (entre 324 et 337), l'empereur romain chrétien Constance II (317-361, fils et successeur du précédent) fonde la « Bibliothèque impériale de Constantinople » et y établit un scriptorium pour poursuivre le travail de transcription de son père.
Plusieurs incendies de la bibliothèque détruisent une grande partie des œuvres (dont près de 120 000 volumes en 475).

### Quatrième croisade
Bien qu'aucune source contemporaine n'en fasse mention, un certain nombre de manuscrits sont vraisemblablement détruits en 1204, lors du sac de Constantinople au cours de la quatrième croisade, à une époque où il ne semble plus exister de bibliothèque impériale en tant que telle. Un certain nombre d'auteurs modernes évoquent cependant la destruction délibérée d'une (hypothétique) bibliothèque de Constantinople par les croisés, dans le contexte de l'hostilité envers ces derniers d'une partie de l'historiographie moderne.

### Avant la chute
Il y existe très peu de sources qui parlent de la bibliothèque impériale après que la ville a été reconquise par Michel VIII Paléologue (1261-1282). Il existe tout de même des traces dans l’histoire de ce qui peut être identifié comme une bibliothèque au palais de l'empereur. Durant ses multiples voyages dans les grandes villes et royaumes de la Méditerranée de 1435 à 1439, le Castillan (Espagnol) Pedro Tafur voyage à deux reprises à Constantinople. Lors de son deuxième passage dans la grande ville en 1437, il décrit une galerie extérieure du palais en disant qu’il y a eu plusieurs livres, écrits anciens et histoires. Avec en plus quelques jeux de table. Elle était fournie de banc et de table en pierre. C’est en fait la seule description de l’état de ce qui pourrait être la bibliothèque impériale suivant la quatrième croisade et avant la prise de la ville par les Turcs ottomans. Ce n’est pas étonnant que la nouvelle dynastie impériale tente de rétablir une bibliothèque dans leur palais de résidence. Cependant, avec les moyens financiers réduits, les constantes guerres civiles et l’expansion ottomane dans les anciens territoires de l’Empire, la collection impériale ne devait pas être comparable à celle d’avant le siège de 1204, raison pour laquelle elle a presque disparu des sources.

### Chute de Constantinople et Renaissance
Le 29 mai 1453 le sultan de l'Empire ottoman Mehmed II prend Constantinople (seconde chute de Constantinople) ce qui provoque la fin de l’Empire byzantin. Les savants, intellectuels et artistes de la civilisation byzantine alors à son apogée, détenteurs des savoirs antiques perdus dans l'Empire romain d'Occident à la suite des invasions barbares ou de la censure catholique, fuient alors les Ottomans et se réfugient en Italie ce qui avec l'invention de l'imprimerie par Gutenberg dans les années 1440 marque en grande partie la fin du Moyen Âge et le début de la Renaissance.
Les manuscrits qui n’ont pas quitté la capitale pour l’Italie et ceux qui ont survécu à la prise de la ville ont été intégrés rapidement à la collection du sultan Mehmed II.